# Kleinův palác
Kleinův palác je novorenesanční palác v historickém jádru Brna, katastrální území Město Brno, náměstí Svobody č.o. 15. Je zapsán na seznamu kulturních památek České republiky.

## Historie

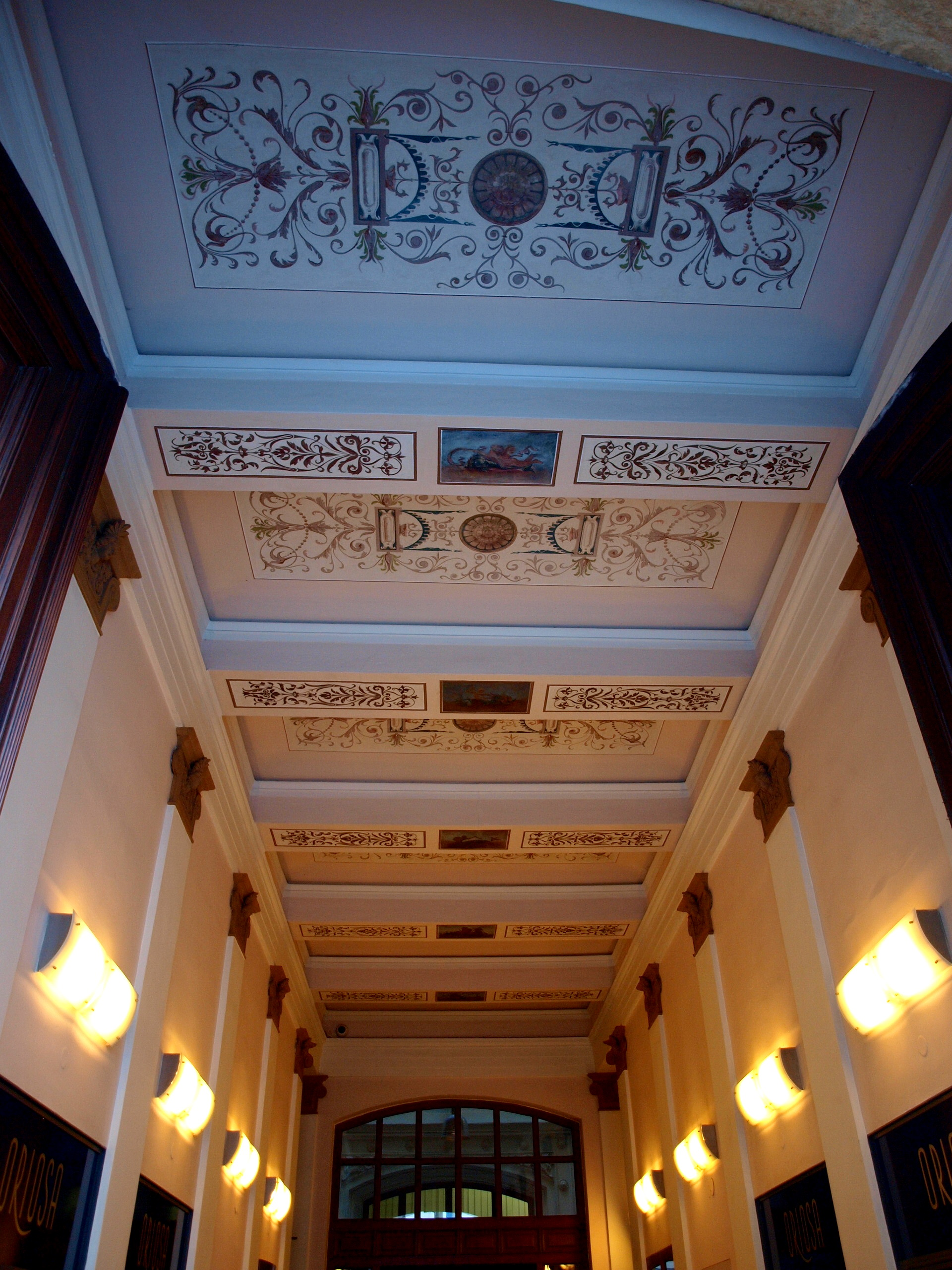
Průjezd Kleinova paláce

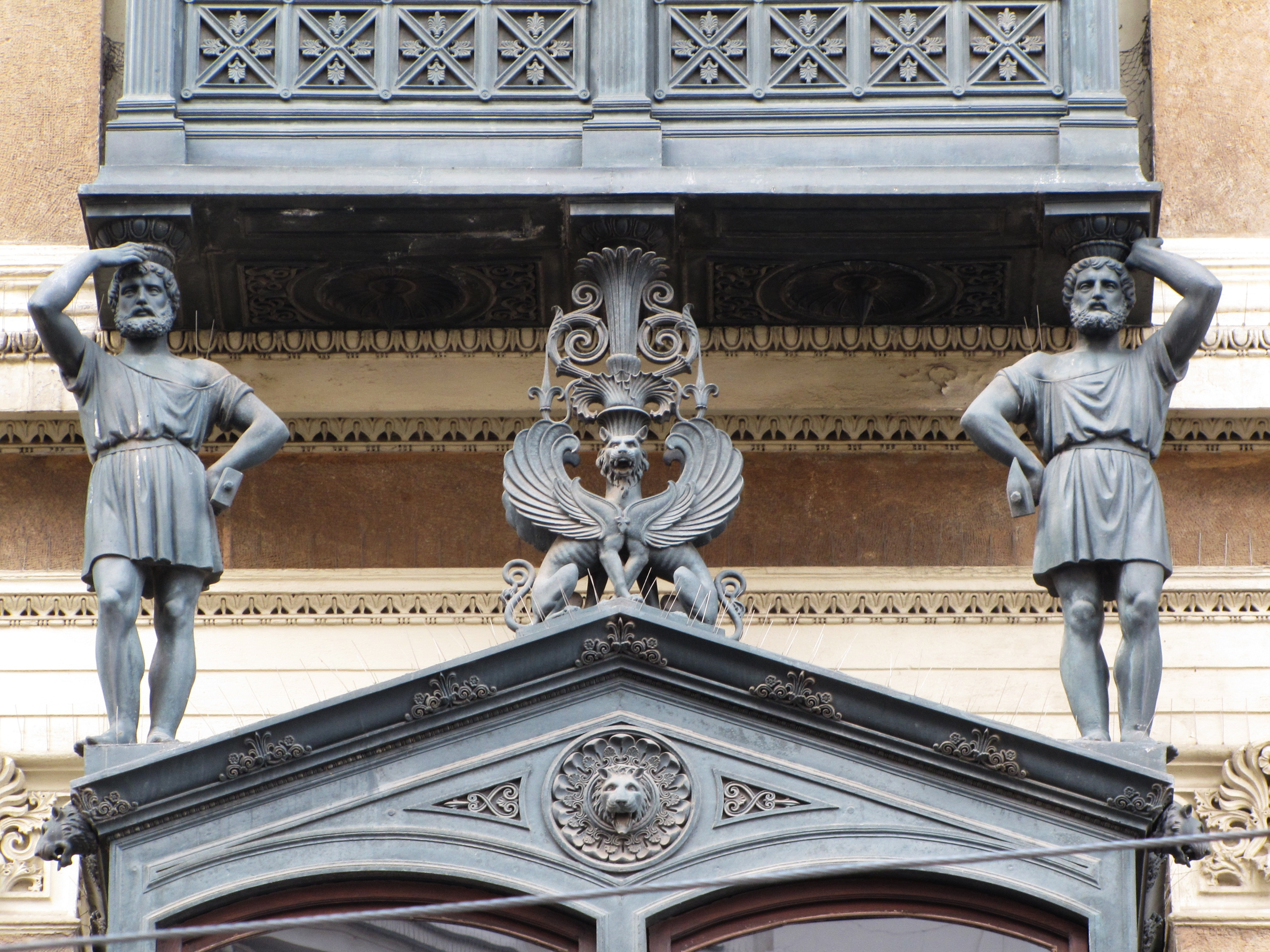
Detail z průčelí paláce

Na místě současné stavby stál dům U zlaté koule, který v roce 1842 zakoupil a později nechal zbořit Franz Klein ze známé podnikatelské rodiny Kleinů. V letech 1847 a 1848 zde nechal vystavět nové rodinné sídlo podle projektu architekta Ludwiga Förstera, přičemž uvádí se i účast Theophila von Hansena. Jednalo se o nový dvojbytový měšťanský dům s výraznými litinovými prvky (především arkýře) na hlavním průčelí do náměstí, které zpodobňovaly hlavní obchodní artikl rodiny Kleinů (železo) a které byly dodány z rodinou vlastněné železárny v Sobotíně.
Franz II. Klein přenechal palác v roce 1880 své sestře Marii (1826–1904), provdané za významného brněnského advokáta a zemského poslance Eduarda Ulricha. Spolumajitelem paláce byl od roku 1885 syn Eduard Ulrich mladší (1855–1904), taktéž právník a zemský poslanec. Po jeho sebevraždě v roce 1904 dědičky palác prodaly továrníkovi Karlu Buchtovi (1863–1932), který proslul jako výrobce hudebních nástrojů. Jeho potomkům patřil palác do roku 1945 a v roce 1949 přešel do majetku města Brna. V průběhu následujících desetiletí budova degradovala působením různých organizací, které příčkami rozdělily velké místnosti a kvůli kterým dům ztratil obytnou funkci. Stavba byla rovněž poškozena požárem půdy nebo zatékající vodou.
V roce 1994 palác převzala společnost Crédit Lyonnais Bank Praha, která jej za 80 milionů Kč v letech 1995 až 1997 kompletně zrekonstruovala, za což získala od města bezplatný pronájem některých prostor budovy na dobu 90 let. Projekt rekonstrukce vypracovala projekční kancelář K4 a zahrnoval mimo jiné i zavedení moderních inženýrských sítí, stavbu osobního výtahu či zastřešení dvora skleněnou střechou. Banku Crédit Lyonnais posléze v roce 2003 koupila banka Crédit Agricole, která ovšem v roce 2012 opustila český bankovní trh a spolu s tím i Kleinův palác.

## Současné využití
Kromě komerčního využití (do svého odchodu zde sídlila banka a v přízemí dodnes funguje několik obchodů) i nekomerčního využití (informační a vzdělávací centrum Knihovny Jiřího Mahena) byl palác navržen i k funkci bydlení, neboť v podkroví vznikly patrové apartmány. Sídlí zde také brněnská pobočka České advokátní komory.